# UCI Coupe des Nations U23 2011
L'UCI Coupe des Nations U23 2011 est la cinquième édition de l'UCI Coupe des Nations U23. Elle est réservée aux cyclistes de sélection nationales de moins de 23 ans. Elle est organisée par l'Union cycliste internationale et fait partie du calendrier des circuits continentaux. La France succède à la Slovénie et remporte pour la deuxième fois la compétition.

## Résultats

### Épreuves
| Date           | Épreuve                          | Pays     | Vainqueur               | Deuxième          | Troisième          | Leader (nations) |
| -------------- | -------------------------------- | -------- | ----------------------- | ----------------- | ------------------ | ---------------- |
| 9 avril        | Tour des Flandres espoirs        | Belgique | Salvatore Puccio        | Toms Skujiņš      | Andžs Flaksis      | Italie           |
| 13 avril       | Côte picarde                     | France   | Arnaud Démare           | Alexey Tsatevitch | Tosh Van der Sande | France           |
| 16 avril       | ZLM Tour                         | Pays-Bas | Luke Rowe               | Robin Stenuit     | Youcef Reguigui    | France           |
| 19-23 avril    | Toscane-Terre de cyclisme        | Italie   | Georg Preidler          | Fabio Aru         | David de la Cruz   | France           |
| 2-5 juin       | Coupe des nations Ville Saguenay | Canada   | Christopher Juul Jensen | Arman Kamyshev    | Miras Bederbekov   | France           |
| 4-11 septembre | Tour de l'Avenir                 | France   | Esteban Chaves          | David Boily       | Mattia Cattaneo    | France           |

### Classement par nations
| #  | Pays            | Pts. |
| -- | --------------- | ---- |
| 1  | France          | 121  |
| 2  | Italie          | 97   |
| 3  | Danemark        | 83   |
| 4  | Grande-Bretagne | 56   |
| 5  | Belgique        | 53   |
| 6  | Kazakhstan      | 49   |
| 7  | Autriche        | 44   |
| 8  | États-Unis      | 44   |
| 9  | Allemagne       | 44   |
| 10 | Russie          | 37   |